# Passirano
Passirano (Pasirà in dialetto bresciano) è un comune italiano di 6 838 abitanti della provincia di Brescia in Lombardia. Fa parte della rinomata regione vitivinicola della Franciacorta.

## Geografia fisica

### Clima
Il clima a Passirano è caldo e temperato, con piovosità significativa durante tutto l'anno.
La temperatura media annuale è di 12,1 °C, essendo luglio il mese con temperature più alte (26,4 °C) e gennaio il mese con temperature più basse (-1,6 °C).
La piovosità media annuale è di 1077 mm. In particolare le piogge sono più scarse nel mese di gennaio (54 mm) e più abbondanti nel mese di novembre (122 mm).
| [ 5 ]               | Mesi | Mesi | Mesi | Mesi | Mesi | Mesi | Mesi | Mesi | Mesi | Mesi | Mesi | Mesi | Stagioni | Stagioni | Stagioni | Stagioni | Anno  |
| [ 5 ]               | Gen  | Feb  | Mar  | Apr  | Mag  | Giu  | Lug  | Ago  | Set  | Ott  | Nov  | Dic  | Inv      | Pri      | Est      | Aut      | Anno  |
| ------------------- | ---- | ---- | ---- | ---- | ---- | ---- | ---- | ---- | ---- | ---- | ---- | ---- | -------- | -------- | -------- | -------- | ----- |
| T. max. media (°C)  | 6,1  | 7,7  | 12,2 | 16,0 | 20,1 | 24,5 | 26,4 | 26,0 | 21,3 | 16,4 | 10,9 | 6,8  | 6,9      | 16,1     | 25,6     | 16,2     | 16,2  |
| T. min. media (°C)  | −1,6 | −1,3 | 1,5  | 5,2  | 9,7  | 14,4 | 17,0 | 17,2 | 13,7 | 9,7  | 4,8  | 0,1  | −0,9     | 5,5      | 16,2     | 9,4      | 7,5   |
| Precipitazioni (mm) | 54   | 58   | 68   | 93   | 104  | 100  | 86   | 95   | 115  | 116  | 122  | 66   | 178      | 265      | 281      | 353      | 1 077 |

## Storia
Il paese è nato nel Medioevo quando si svilupparono i villaggi di Passirano Mattina e Passirano Sera intorno ai rispettivi castelli, feudi intestati alla famiglia dei Passirani che hanno preso il nome dall'abitato.
Nel 1479 gli abitanti dei due centri sfuggiti ad un'epidemia di peste cedettero un terreno in località Dosso dei Budrioli ai Servi di Maria che da qualche anno avevano eretto il convento dell'Annunciata a Rovato, e qui costruirono il Santuario di San Rocco, a metà strada fra i due villaggi. Nel XVII secolo i frati abbandonarono il convento e con decreto del 19 maggio 1670 il vescovo Marino Giorgi fece nascere la nuova parrocchia di San Zenone.  Col tempo intorno al santuario si andarono sviluppando nuove case tanto che nel XIX secolo i due centri si erano ormai fusi. Il santuario fu ampliato e diventò l'attuale chiesa parrocchiale di San Zenone.
Alla fine dell'Ottocento  il suo territorio comunale fu ampliato comprendendo la frazione di Monterotondo e negli anni trenta si aggiunse anche la frazione di Camignone.

### Simboli
Lo stemma è stato riconosciuto con decreto del capo del Governo dell'11 agosto 1933.
Il gonfalone, concesso con decreto del presidente della Repubblica del 29 dicembre 1995, è un drappo di giallo.

## Monumenti e luoghi d'interesse

### Architetture religiose
La chiesa di San Zenone fu costruita sul preesistente santuario di San Rocco nel Seicento. Conserva pitture interne realizzate nel XIX secolo da Antonio Guadagnini pittore di Esine (1817-1900), e la pala dell'altare maggiore raffigurante la Madonna col Bambino e San Zeno attribuita a Sante Cattaneo alla fine del XVIII secolo. Nell'altare della Madonna del Rosario è conservata una statua lignea con la Madonna ed il Bambino di Stefano Lamberti. L'attuale facciata fu completata nel 1903.
Nella chiesa adiacente della Maternità sono conservati sessanta ex voto dedicati alla Madonna dell'Abito e una incisione di Antonio Paglia.

Madonna col Bambino e San Zenone: pala d’altare, opera attribuita a Sante Cattaneo, conservata nella chiesa parrocchiale.
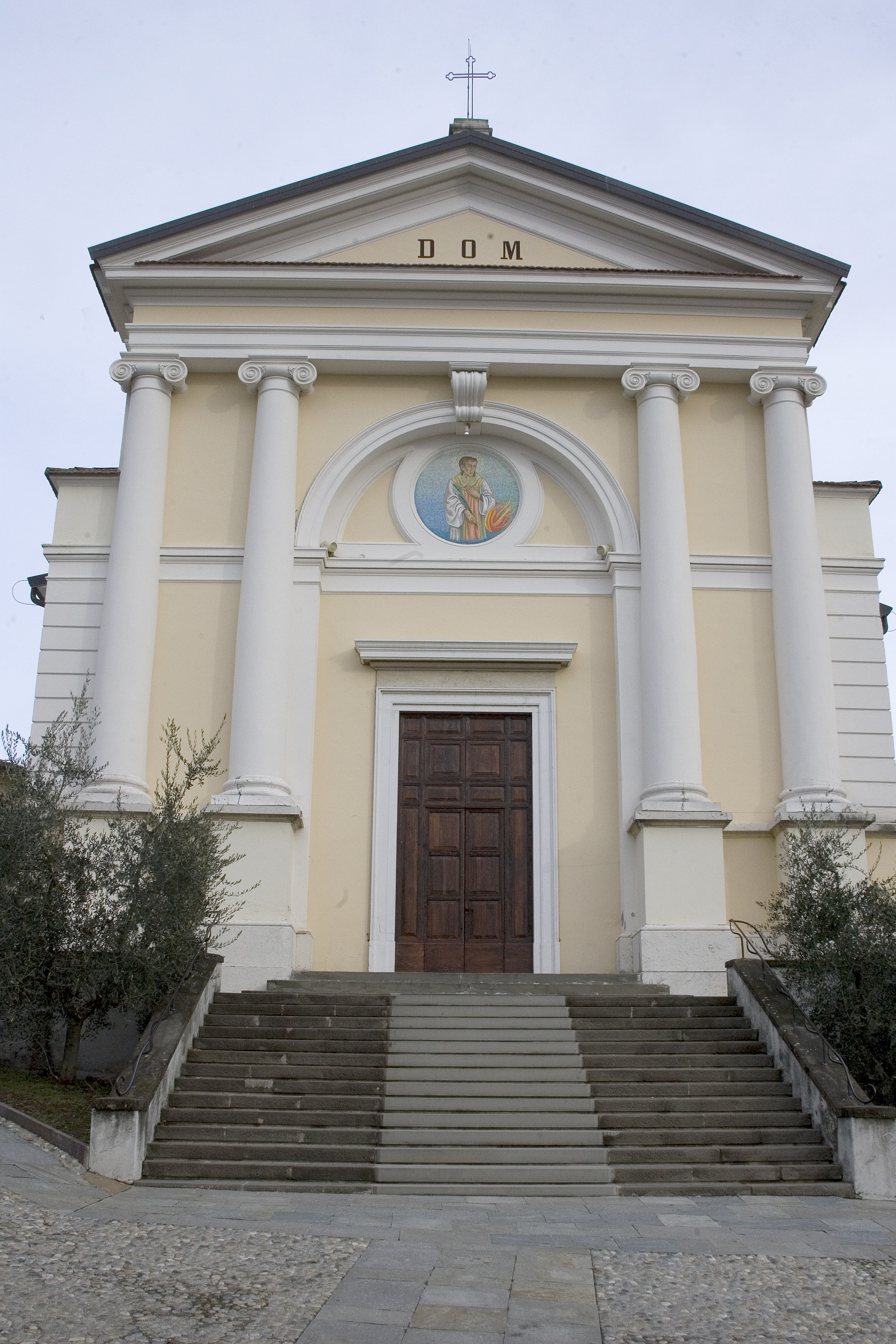
Chiesa di San Lorenzo Martire (frazione Camignone)

### Architetture civili
Nei dintorni del castello sorgono due ville signorili: villa Fassati edificata nel XVIII secolo e villa la Tesea del XVI secolo.

### Architetture militari

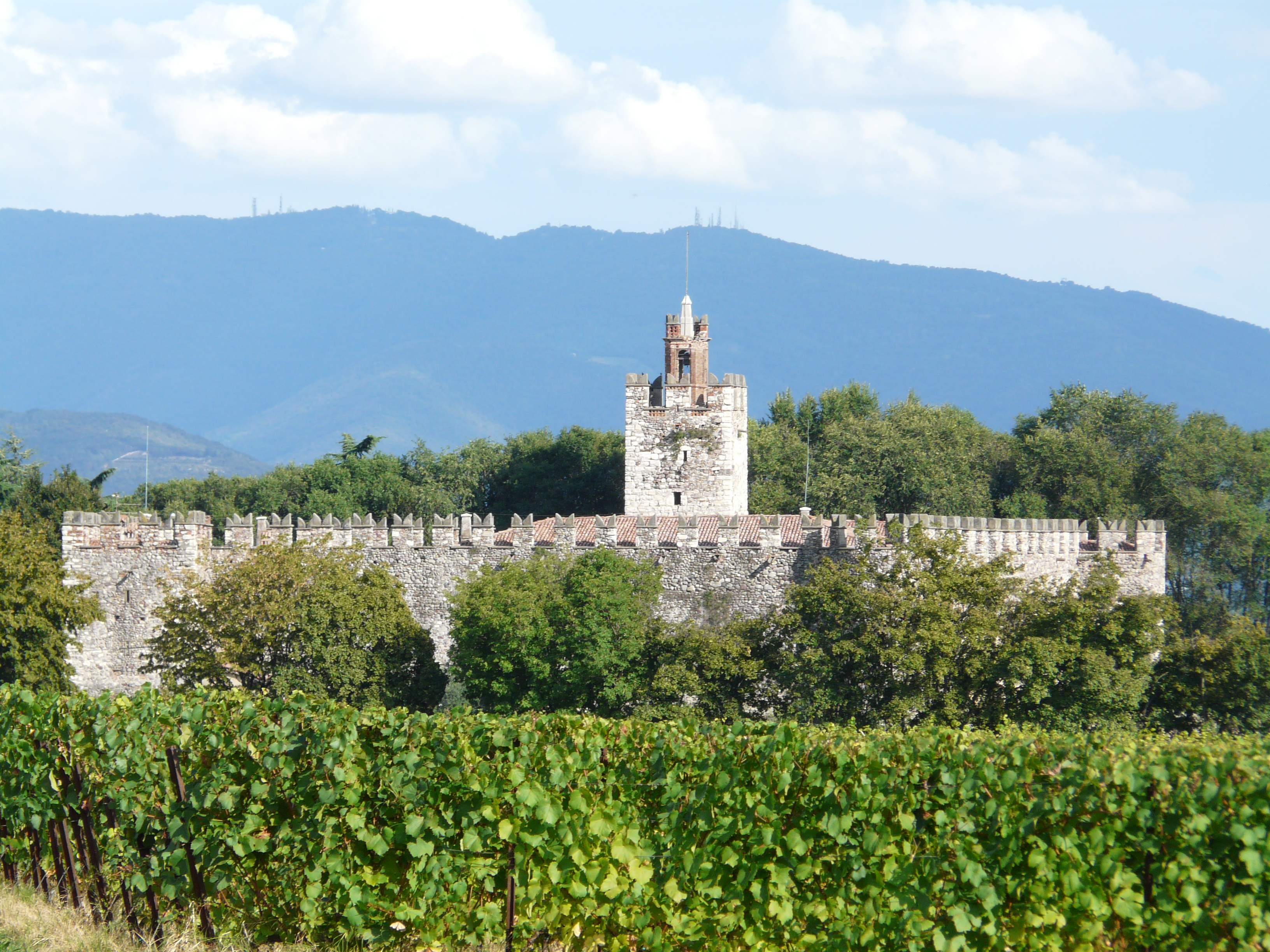
Il castello di Passirano

Il castello di Passirano Sera è stato eretto a cavallo tra il X secolo e il XIV secolo per garantire un rifugio agli abitanti della zona in caso di attacco. È costituito da mura alte e massicce che formano una pianta quadrata realizzate in pietra di Sarnico a blocchi irregolari. All'esterno delle mura, un'alta torre a pianta quadrata. Due torri a pianta semicircolare contraddistinguono il recinto fortificato: una più alta verso Levante e l'altra più bassa a Ponente, detta anche "Torre della Specola" che nel XVIII secolo ospitava un osservatorio astronomico. Le merlature ghibelline risalgono al periodo seicentesco. Il castello era interamente circondato da un fossato che isolava la cinta muraria dal territorio circostante. Oggi la fossa non è quasi più visibile per essere stata quasi totalmente coperta e colmata. Il portale di accesso al castello è successivo e risale al XVIII secolo, periodo in cui il castello fu oggetto di alcune modifiche.
Al suo interno sono conservate alcune stanze più antiche a nord-ovest ed altre, più recenti, che fungono da deposito e da scuderie, ricavate sul finire del '700 come succursali della adiacente Villa Fassati.

## Società

### Evoluzione demografica
Abitanti censiti

## Geografia antropica
Nel territorio, oltre all'abitato principale, sono presenti due frazioni, riconosciute come tali dal comma 1 dell'articolo 4 dello statuto comunale: Monterotondo e Camignone.
L'abitato principale, Passirano, fino a qualche decennio fa si distingueva in due villaggi: Passirano di sera e di mattina. Il primo si suddivideva in due contrade: di sopra e di sotto. A sua volta, Passirano di mattina si suddivideva in due cantoni: superiore e inferiore.

## Infrastrutture e trasporti

### Strade
Sul confine meridionale del territorio comunale è posta l'autostrada Milano-Venezia dove è situata l'uscita di Ospitaletto, a servizio anche di Passirano.
In località Vallosa, il territorio è attraversato dalla strada provinciale 19 Concesio-Ospitaletto, mentre a nord la località Camignone è attraversata dall'ex strada statale Sebina Orientale.

### Ferrovie

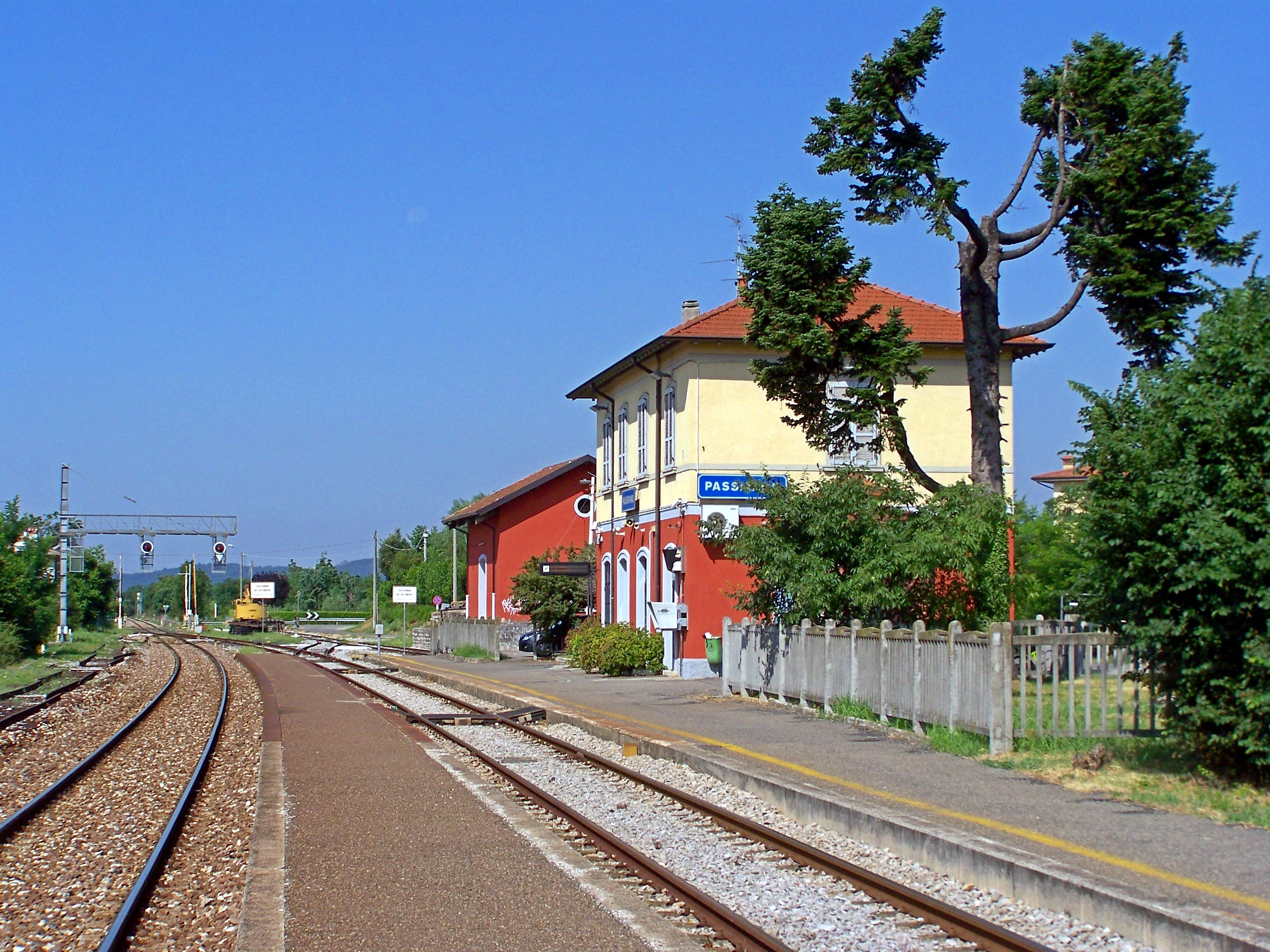
Stazione di Passirano

A sud del paese è presente la stazione ferroviaria della linea Brescia-Iseo-Edolo. Dal 1885 fino al 1932, era presente anche un secondo ramo che passava a nord della chiesa di San Zenone e presso la località di Monterotondo. Su questo tracciato erano presenti una stazione, a servizio del paese, e una fermata, a servizio di Monterotondo e Fantecolo.

### Mobilità extraurbana
Monterotondo e Passirano sono servite dall'autolinea extraurbana LN022 Iseo-Monterotondo-Rovato-Chiari, gestita da Arriva Italia, e dall'autolinea extraurbana L62 Iseo-Provaglio-Brescia di Ferrovie Nord Milano Autoservizi (FNMA).

## Amministrazione
| Periodo        | Periodo        | Primo cittadino            | Partito                        | Carica  | Note   |
| -------------- | -------------- | -------------------------- | ------------------------------ | ------- | ------ |
| 23 aprile 1995 | 12 giugno 2004 | Angelo Zinelli             | PPI poi La Margherita          | Sindaco |        |
| 12 giugno 2004 | 25 maggio 2014 | Daniela Gerardini          | Lista Civica (centro-sinistra) | Sindaco |        |
| 25 maggio 2014 | 10 giugno 2024 | Francesco Pasini Inverardi | Lista Civica (centro-sinistra) | Sindaco |        |
| 10 giugno 2024 | in carica      | Mariuccia Raccagni         | Lista Civica (destra)          | Sindaco | [ 12 ] |